# Europa Suwerennych Narodów
Europa Suwerennych Narodów (ang. Europe of Sovereign Nations, ESN) – grupa polityczna w Parlamencie Europejskim, utworzona 10 lipca 2024, złożona ze skrajnie prawicowych, suwerenistycznych i eurosceptycznych partii. Współprzewodniczącymi grupy zostali René Aust z Alternatywy dla Niemiec oraz Stanisław Tyszka z Nowej Nadziei (będącej częścią Konfederacji).

## Partie członkowskie

Mapa krajów, z których pochodzą europarlamentarzyści frakcji. Ciemny niebieski kolor oznacza kraje posiadające we frakcji co najmniej kilku członków, jasny niebieski jednego

| Państwo         | Partia                                                              | Frakcja w latach 2019–2024 | Mandaty w Parlamencie Europejskim |
| --------------- | ------------------------------------------------------------------- | -------------------------- | --------------------------------- |
| Bułgaria        | Odrodzenie Възраждане                                               | brak                       | 3/17                              |
| Czechy          | Wolność i Demokracja Bezpośrednia (SPD) Svoboda a přímá demokracie  | ID                         | 1/21                              |
| Francja         | Reconquête (R!) Reconquête                                          | brak                       | 1/81                              |
| Litwa           | Związek Narodu i Sprawiedliwości (TTS) Tautos ir teisingumo sąjunga | brak                       | 1/11                              |
| Niemcy          | Alternatywa dla Niemiec (AfD) Alternative für Deutschland           | ID                         | 14/96                             |
| Polska          | Nowa Nadzieja (NN)                                                  | brak                       | 3/53                              |
| Słowacja        | Republika Hnutie Republika                                          | brak                       | 2/15                              |
| Węgry           | Ruch Naszej Ojczyzny (MHM) Mi Hazánk Mozgalom                       | brak                       | 1/21                              |
| Unia Europejska | Suma                                                                | Suma                       | 26/720                            |